# Suzue Takayama
Pour les articles homonymes, voir Takayama (homonymie).
Suzue Takayama (高山 鈴江, Takayama Suzue), née le 12 décembre 1946 dans la préfecture d'Osaka (Japon), est une ancienne joueuse japonaise de volley-ball.
Elle est médaillée d'argent aux Jeux de 1968.

## Carrière
Membre de l'équipe du Japon aux Jeux olympiques d'été de 1968, elle remporte la médaille d'argent du tournoi féminin, perdant en finale face aux Soviétiques.
En club, elle joue pour le Hitachi Musashi de 1965 à 1968.

## Palmarès

### Équipe nationale
- Jeux olympiques
  -  1968 à Mexico.

- Championnat du monde
  -  1967 à Izmir.

### En club
- Tournoi de Kurowashiki[3]
  - Vainqueur : 1968.
  - Finaliste : 1966